# جومييكورت
جومييكورت (بالفرنسية: Gomiécourt)‏ هي بلدية تقع في إقليم باد كاليه من منطقة نور با دو كاليه في شمال فرنسا. تبلغ مساحة هذه المدينة 3.62 (كم²)، وترتفع عن سطح البحر 117 م، يبلغ عدد سكانها 169 نسمة حسب إحصاء المعهد الوطني للإحصاء والدراسات الاقتصادية سنة 2009 م. وترأس Hervé Copin البلدية خلال فترة (2008-2014).